# بی‌انگشتان
بی‌انگشتان (نام علمی: Furipteridae) نام یک تیره از راسته خفاش است.